# 塞罗拉尔戈 (埃雷拉省)
塞罗拉尔戈是巴拿马埃雷拉省奥库区的一个城市，2010年是人口为1,478。 该市2000年时人口为2,121，1990年时人口为1,800。